# Thesium indicum
Thesium indicum är en sandelträdsväxtart som beskrevs av Radovan Hendrych. Thesium indicum ingår i släktet spindelörter, och familjen sandelträdsväxter. Inga underarter finns listade i Catalogue of Life.